# Phil Housley
Phillip Francis Housley (* 9. března 1964) je bývalý americký hokejista, který hrával v National Hockey League a v historických tabulkách patří k nejlepším hráčům narozeným v USA. V současnosti pracuje pro Americkou juniorskou i dospělou reprezentaci na pozici asistenta trenéra.

## Hráčská kariéra

### Klubová kariéra
V roce 1982 byl draftován z celkově prvního místa týmem Buffalo Sabres. Hned v další sezóně začal pravidelně v NHL hrávat a brzy si vysloužil pověst ofenzivně laděného obránce, když zaznamenal 66 bodů a byl nominován do All Star týmu nováčků. V Buffalu působil do roku 1990 a v žádné své sezóně neklesl pod 60 bodů v základní části. S týmem Buffala však nepřekročil hranici druhého kola play-off. V roce 1990 byl vyměněn do Winnipeg Jets, kde jeho produktivita ještě stoupla a v sezóně 1992/1993 dosáhl své maximum – 97 bodů. V následujících letech byl několikrát součástí hráčských výměn mezi týmy NHL. Ve Stanley Cupu se nejdále dostal s Washington Capitals, se nimiž se v sezóně 1997/1998 probojoval až do finále, tam jeho tým podlehl Detroit Red Wings. V této sezóně také překonal hranici tisíce bodů v NHL. Začátkem roku 2000 se stal mezi hráči narozenými v USA tím, který nastoupil k nejvíce utkáním v NHL. Tento rekord mu vydržel téměř 7 let. Přechodně mu patřil také primát nejproduktivnějšího Američana. Patřil k nejlepším obráncům nejen své doby, i když nikdy nezískal Norrisovu trofej pro nejlepšího obránce sezóny. Měl ve své době obrovskou konkurenci mezi špičkovými obránci (o trofej se v letech 1985 až 1997 dělili Paul Coffey, Ray Bourque, Chris Chelios a Brian Leetch). Mezi hráči, který nikdy nezískali Stanley Cup, odehrál v NHL nejvíce utkání.

### Reprezentační kariéra
Byl dlouholetým reprezentantem USA. Již v roce 1984 hrál na Kanadském poháru, ve stejné soutěži reprezentoval i v roce 1987 a na Světovém poháru 1996 pomohl Američanům vybojovat historické celkové vítězství. Další cenné umístění dosáhl s týmem USA na Zimních olympijských hrách 2002, kde podlehli až ve finále Kanadě. Také si zahrál na šesti turnajích mistrovství světa, bez zisku medaile, nejvýše byl v roce 2001 s týmem čtvrtý.

## Úspěchy a ocenění
Týmové
- vítěz Světového poháru 1996 – s USA
- stříbrná medaile na Zimních olympijských hrách 2002 – s USA
- trenér mistrů světa na juniorském MS 2013 – s USA 20

Individuální
- člen All-star týmu nováčků NHL 1983
- člen druhého All-Star týmu NHL – 1992
- účastník NHL All–Star Game v letech 1984, 1989, 1990, 1991, 1992, 1993 a 2000
- držitel Lester Patrick Trophy 2008
- člen Hokejové síně slávy USA od roku 2004

## Rekordy
Rekordy hráčů narozených v USA
- nejvíce utkání v NHL hráče narozeného v USA – držel v letech 2000 až 2006 (překonal jej Chris Chelios)
- nejproduktivnější hráč NHL narozený v USA – překonán Mikem Modanem

## Klubové statistiky
| Sezona     | Klub                | Soutěž     | Základní část | Základní část | Základní část | Základní část | Základní část | Play off | Play off | Play off | Play off | Play off |
| Sezona     | Klub                | Soutěž     | Z             | G             | A             | B             | TM            | Z        | G        | A        | B        | TM       |
| ---------- | ------------------- | ---------- | ------------- | ------------- | ------------- | ------------- | ------------- | -------- | -------- | -------- | -------- | -------- |
| 1982–83    | Buffalo Sabres      | NHL        | 77            | 19            | 47            | 66            | 39            | 10       | 3        | 4        | 7        | 2        |
| 1983–84    | Buffalo Sabres      | NHL        | 75            | 31            | 46            | 77            | 33            | 3        | 0        | 0        | 0        | 6        |
| 1984–85    | Buffalo Sabres      | NHL        | 73            | 16            | 53            | 69            | 28            | 5        | 3        | 2        | 5        | 2        |
| 1985–86    | Buffalo Sabres      | NHL        | 79            | 15            | 47            | 62            | 54            | —        | —        | —        | —        | —        |
| 1986–87    | Buffalo Sabres      | NHL        | 78            | 21            | 46            | 67            | 57            | —        | —        | —        | —        | —        |
| 1987–88    | Buffalo Sabres      | NHL        | 74            | 29            | 37            | 66            | 96            | 6        | 2        | 4        | 6        | 6        |
| 1988–89    | Buffalo Sabres      | NHL        | 72            | 26            | 44            | 70            | 47            | 5        | 1        | 3        | 4        | 2        |
| 1989–90    | Buffalo Sabres      | NHL        | 80            | 21            | 60            | 81            | 32            | 6        | 1        | 4        | 5        | 4        |
| 1990–91    | Winnipeg Jets       | NHL        | 78            | 23            | 53            | 76            | 24            | —        | —        | —        | —        | —        |
| 1991–92    | Winnipeg Jets       | NHL        | 74            | 23            | 63            | 86            | 92            | 7        | 1        | 4        | 5        | 0        |
| 1992–93    | Winnipeg Jets       | NHL        | 80            | 18            | 79            | 97            | 52            | 6        | 0        | 7        | 7        | 2        |
| 1993–94    | St. Louis Blues     | NHL        | 26            | 7             | 15            | 22            | 12            | 4        | 2        | 1        | 3        | 4        |
| 1994–95    | Calgary Flames      | NHL        | 43            | 8             | 35            | 43            | 18            | 7        | 0        | 9        | 9        | 0        |
| 1995–96    | Calgary Flames      | NHL        | 59            | 16            | 36            | 52            | 22            | —        | —        | —        | —        | —        |
| 1995–96    | New Jersey Devils   | NHL        | 22            | 1             | 15            | 16            | 8             | —        | —        | —        | —        | —        |
| 1996–97    | Washington Capitals | NHL        | 77            | 11            | 29            | 40            | 24            | —        | —        | —        | —        | —        |
| 1997–98    | Washington Capitals | NHL        | 64            | 6             | 25            | 31            | 24            | 18       | 0        | 4        | 4        | 4        |
| 1998–99    | Calgary Flames      | NHL        | 79            | 11            | 43            | 54            | 52            | —        | —        | —        | —        | —        |
| 1999–00    | Calgary Flames      | NHL        | 78            | 11            | 44            | 55            | 24            | —        | —        | —        | —        | —        |
| 2000–01    | Calgary Flames      | NHL        | 69            | 4             | 30            | 34            | 24            | —        | —        | —        | —        | —        |
| 2001–02    | Chicago Blackhawks  | NHL        | 80            | 15            | 24            | 39            | 34            | 5        | 0        | 1        | 1        | 4        |
| 2002–03    | Chicago Blackhawks  | NHL        | 57            | 6             | 23            | 29            | 24            | —        | —        | —        | —        | —        |
| 2002–03    | Toronto Maple Leafs | NHL        | 1             | 0             | 0             | 0             | 0             | 3        | 0        | 0        | 0        | 0        |
| NHL celkem | NHL celkem          | NHL celkem | 1495          | 338           | 894           | 1232          | 822           | 85       | 13       | 43       | 56       | 36       |